# KRE-090
KRE-090은 대한민국의 추력 90톤 엑체연료 로켓 엔진이다. KRE-075를 확대개량한 것이다.

## 역사
2030년 발사될 중궤도 정지궤도 발사체(KSLV-III, GEO-SLV)의 메인 엔진으로 사용될 계획이다.
중궤도 정지궤도 발사체는 KRE-090 엔진 4개를 묶은 1단에 KRE-090 엔진 1개를 사용한 부스터 4개를 붙였다. 2단은 KRE-090 엔진 1개, 3단은 KRE-010 엔진 1개를 사용할 계획이다.
2018년 12월, 다른 모델의 가상도도 인터넷에 공개된 적이 있는데, 1단에 KRE-090 엔진 9개를 사용하고, 상단에 KRE-010 엔진을 사용할 것이라고 한다.